# Тарнский перевал
Тарнский перевал (исп. Puerta di Tarna) — горный перевал в Кантабрийских горах, который достигает максимальной высоты 1492 метров над уровнем моря и через который проходит дорога CL-635-AS-117, связывающая испанские провинции Леон и Астурия.

## Местоположение
От города Асебедо (провинция Леон) на высоте 1160 метров начинается дорога LE-331 — AS-117, которая уходит в горы до максимальной высоты 1492 метров над уровнем моря в точке с координатами 43°05′06″ с. ш. 5°13′06″ в. д. (ближайший населённый пункт — астурийская деревня Безанес). Общая протяжённость дороги 29,7 км, она заканчивается на высоте 660 метров над уровнем моря.

## Любопытные факты
В качестве одного из самых сложных и самых зрелищных в Испании маршрутов эта дорога высоко ценится велосипедистами, поэтому организаторы ежегодной велосипедной гонки «Вуэльта ди Испания» очень часто включают эту трассу в свой календарь.